# 河村友歌
河村友歌（かわむら ゆか，1995年5月19日—) 為日本新生代模特兒，生於日本神奈川縣，目前主要擔任PAKUTASO免費網路寫真素材的模特兒，曾與正妹網站和雜誌合作過，現為學生兼模特兒。

## 發展
從剛開始拍《女子高校》寫真出道，迅速在網路上爆紅，曾為當時熱門討論話題。接著又為廠商拍一系列的寫真素材，扮過高中生、藥劑師、OL、社會新鮮人、和服等，甚至把自己的成年禮照片放在免費素材裡供下載。2015年12月，與日本千葉県夷隅市政府合作，拍攝介紹當地的風土民情照片，作為宣傳在地觀光用。常與渡邊久美子和大川竜弥合作。

## 作品
1. (2015年3月)
2. (2015年3月)
3. (2015年6月)
4. (2015年10月)
5. 【お正月・入学・卒業】(2015年11月,2016年3月)
6. (2016年1月)
7. 美女曆(2016年3月)[2]

## 外部連結
- 河村友歌的Instagram帳戶
- 河村友歌的X（前Twitter）
- PAKUTASO : www.pakutaso.com/kawamurayuka.html
- TALENT data bank : www.talent-databank.co.jp/interview/main/20160205/
- 河村友歌的Facebook專頁